# Cápák
A cápaszerűek vagy közismert nevükön a cápák (Selachimorpha) a szűkebb értelemben vett porcos halak (Chondrichthyes) osztályába tartozó öregrend. Őslénytani szempontból az Elasmobranchii (kopoltyúfedő nélküliek) rendjének alrendje, amely a bazális csoporttól (Cladoselachii, antennás cápák) elkülönülő porcos halakat jelenti. Az antennás cápák már a devon második felében megjelentek, a valódi cápák a karbonban.

## Megjelenésük
Kopoltyúval lélegeznek. A cápák teste hosszúkás, áramvonalas, orsó alakú, hengeres, keresztmetszete csaknem kör alakú. Egyes cápák egészen kígyószerűen megnyúltak, míg a pörölycápafélék koponyája oldalirányban erőteljesen kiszélesedett, így a testük mintegy kalapács alakúvá vált. Mellúszóik elülső szegélye nem nőtt össze teljes mértékben a testtel, így viszonylag elég szabadok. Farokúszójuk igen nagy felületű, minden esetben aszimmetrikus, ún. heterocerk farokúszó. Egy nagyobb felső, és egy kisebb alsó lebenyből áll.
Szájnyílásuk nem a test elején található közvetlenül, hanem alulra csúszott, félkör alakú. A szájüregben számos háromszög alakú, éles, pikkely eredetű, gyökértelen, ránőtt fog található, melyek több sorban helyezkednek el, és számuk igen nagy lehet. A fogak könnyen kitörnek, de hamar pótlódnak is. Ezek a fogak rágásra alkalmatlanok, csak az áldozat megragadására és tépésére alkalmasak. A kitépett falatokat egészben nyelik le. Az orruk nagyon érzékeny a vízbe került vér szagára.
Mája az egész test tömegének negyedrészét is kiteheti, ez szolgál a vízben való lebegés megvalósítására is (amire más halak úszóhólyagot alkalmaznak).

## Életmódjuk
Ismeretesek fog nélküli fajaik is, melyek a tengervízből planktonokat szűrnek ki. A többi fajuk mind ragadozó, elsősorban halakkal, rákokkal, kagylókkal táplálkoznak, de a nagyobb termetű cápafajok tengeri emlősöket is zsákmányolnak, így az emberre is veszélyesek lehetnek (a fajok 10%-a veszélyes az emberre). Többségük a tengerek lakója, egyes fajok a trópusi folyókban élnek, viszont a bikacápa mind édes-, mind pedig sós vízben megtalálható.

## Szaporodásuk
A csontos halakkal ellentétben belső megtermékenyítésűek, általában elevenszülők, azonban találhatóak köztük bőrszerű héjjal borított ikrarakók is (zebracápa, macskacápa, rablócápa- alakúak, bikafejűcápa- alakúak).

## Rendszerezés
Az öregrendbe az alábbi rendek tartoznak:
- kékcápaalakúak (Carcharhiniformes) – 270 faj
- bikafejűcápa-alakúak (Heterodontiformes) – 9 faj
- szürkecápa-alakúak (Hexanchiformes) – 5 faj
- heringcápa-alakúak (Lamniformes) – 16 faj
- rablócápa-alakúak (Orectolobiformes) – 33 faj
- fűrészescápa-alakúak (Pristiophoriformes) – 5 faj
- tüskéscápa-alakúak (Squaliformes) – 115 faj
- angyalcápa-alakúak (Squatiniformes) – 24 faj
- †Synechodontiformes

## Tévhitek a cápákkal kapcsolatban
- „Minden cápa veszélyes” - A 370 ismert cápafaj 80%-a vagy fizikailag képtelen kárt okozni embernek, vagy ritkán találkozik emberekkel. A legnagyobb testű cápa, a cetcápa (Rhincodon typus) például, aminek hossza elérheti a 15 métert, nagyrészt planktonnal táplálkozik, így emberre nem veszélyes.
- „A cápák falánkak, állandóan enniük kell.” - Mint minden nagy testű élőlénynek, a cápáknak is periodikusan kell táplálékot fogyasztaniuk, ahogy a metabolizmusuk megköveteli. Az ember nem elsődleges tápláléka; előnyben részesíti a zsírban gazdagabb fókákat és oroszlánfókákat.
- „A cápatámadások többsége halálos.” - A valóságban a cápa által megtámadott 100 ember közül 85 túléli a támadást. A legtöbb nagy cápa először csak megharapja az áldozatát, hogy az ne tudjon mozogni és csak később próbálja megenni. Ebből az következik, hogy a legtöbb potenciális áldozat képes elmenekülni és túlélni a cápatámadást. A cápák leggyakoribb emberi célpontjai a szörfösök (49%), a vízben úszók/lubickolók (29%), a búvárok (15%), az evezősök (6%). A legtöbb ilyen találkozás inkább kíváncsiságból ered, nem táplálékszerzés céljából.
- „A cápák sok embert ölnek meg.” - Egy cápatámadásra nagyon kicsi az esély, más, ritka halálokokhoz viszonyítva is (pl. villámcsapás, vagy kutyaharapás). Évente 5-15 ember hal meg cápatámadás következtében az egész világon. Ugyanakkor az emberek évente 100 millió cápát ölnek meg, nagyrészt a halászattal összefüggő téves fogások miatt. A többi halfajhoz viszonyítva a cápák reprodukciós sebessége alacsony, növekedésük lassú. Így sok cápafaj már veszélyeztetettnek számít, vagy hamarosan az lesz.
- „A nagy fehér cápa gyakran előfordul a tengeri strandok környékén.” - A fehér cápa (Carcharodon carcharias) viszonylag ritkán látott ragadozó, mivel a hidegebb, mélyebb vizeket kedveli. A tengeri strandokon ritkán találkozni vele. A mítosz egyes hollywoodi filmek téves ábrázolásából ered (lásd: Cápa), mert a cápa megjelenése valóban félelmetes.
- „A cápák nem találhatók meg édesvízben.” - Egy különleges ozmotikus rendszer lehetővé teszi néhány cápafaj számára (ilyen például a bikacápa), hogy széles tartományban alkalmazkodjon a víz sótartalmához. Vagyis az ilyen faj felúszhat édesvízi folyók és tavak vizébe is.
- „Minden cápának állandóan úsznia kell.” - Néhány cápa hosszú időn keresztül pihen az óceán fenekén, és ez alatt elegendő oxigénhez jut a szája nyitásával és csukásával, ami oxigént juttat a kopoltyúihoz. Általában a cápák viszonylag lassan úsznak, cirkálási sebességük 9 km/h, vagy kisebb, csúcssebességük 37 km/h.
- „A cápák rosszul látnak.” - A cápák szemlencséje 7x erősebb az emberénél. A cápák a színeket is látják.
- „A cápahús fogyasztása agresszívvá tesz.” - Nincs erre utaló jel. A kötött felépítés, a fehér hús, az alacsony zsírtartalom és az enyhe íz sok országban kedvelt tengeri csemegévé teszi a cápát.
- „Senki sem akar cápákkal teli vízben lenni.” - A gyanakvást és félelmet az emberekben felváltja a kíváncsiság egy sok millió éve létező, fejlett ragadozó iránt, aminek szerepe kulcsfontosságú az óceánok ökoszisztémájának fenntartásában. Búvárfelszerelésben tartott túrákat tartanak sok helyen, védett körülmények között, ahol cápákkal közelről lehet találkozni.

„Ma már nem tudnám úgy ábrázolni a cápákat, mint gonosz, értelem nélküli gyilkológépeket, amik hajókat és embereket támadnak meg. A Cápa frissített verziójában a cápa nem lehet gazember; úgy kell megírni, mint áldozatot, mivel világszerte a cápák inkább elnyomottak, mint elnyomók. ”

– Peter Benchley (2005), a Jaws (a Cápa) írója